# Rakoczy-Fest

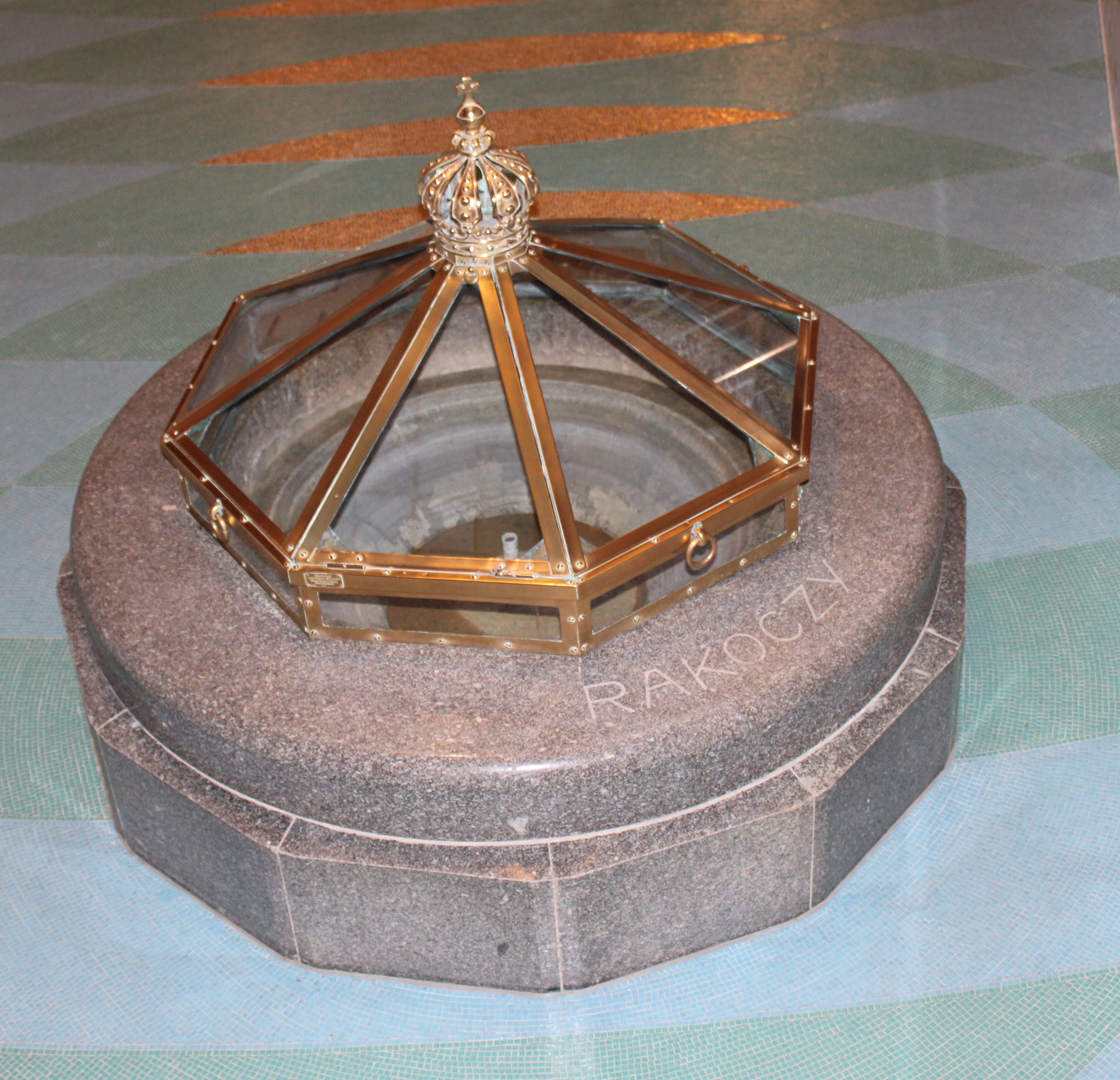
Der Rakoczy-Brunnen in der Brunnen- und Wandelhalle von Bad Kissingen

Das Rakoczy-Fest ist das größte Stadtfest in Bad Kissingen. Es findet seit 1950 jährlich am letzten Juliwochenende statt und dauert drei Tage. Gemeinsam feiert man die Wiederentdeckung der Rakoczy-Quelle im Jahr 1737. Berühmte historische Kurgäste wie Kaiserin Sisi von Österreich, Fürst Otto von Bismarck oder Zar Alexander II. von Russland werden durch ehrenamtliche Darsteller zu neuem Leben erweckt und mischen sich unter die Menge.

## Namensgebung

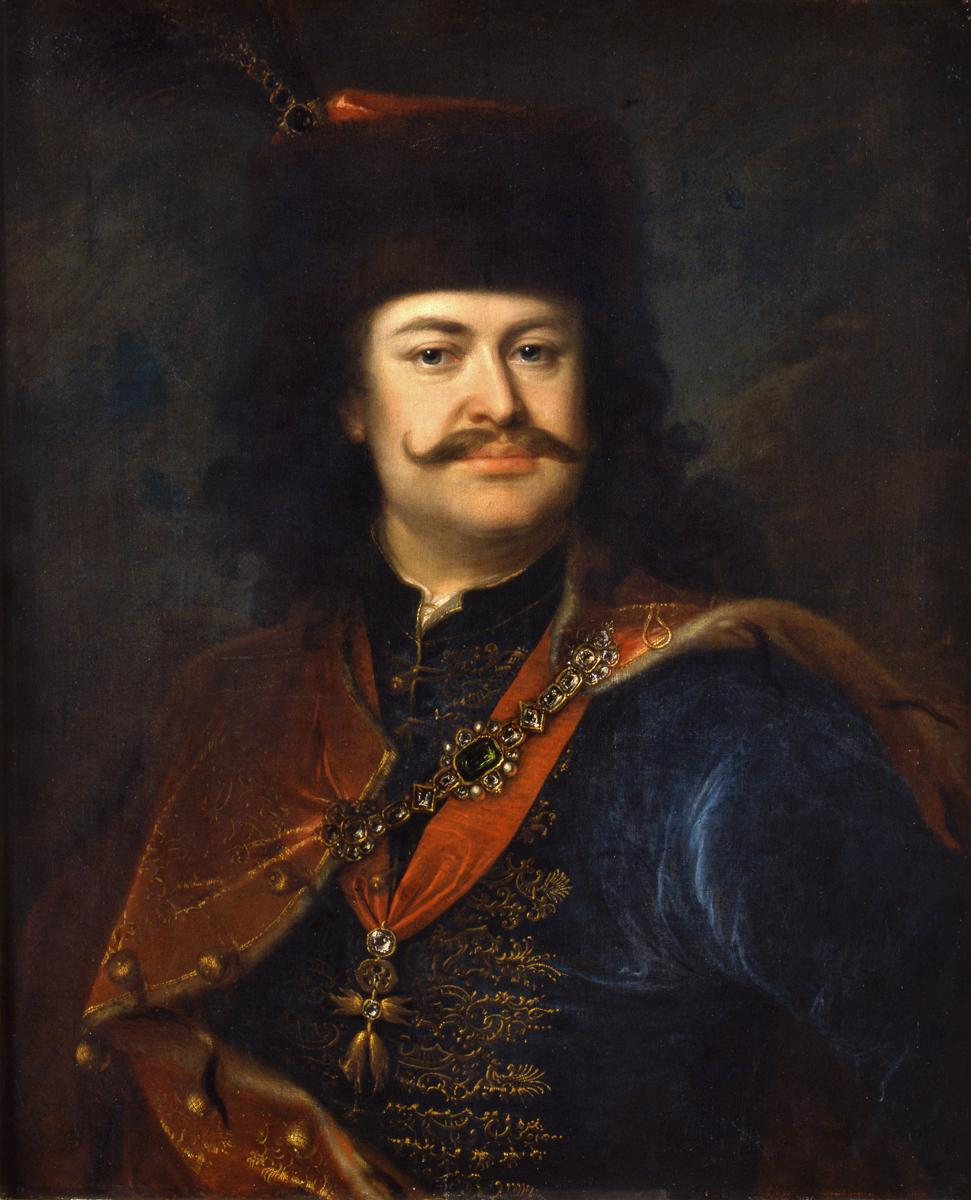
Der ungarische Nationalheld Franz II. Rákóczi, nach dem die Kissinger Rakoczy-Quelle benannt ist, diente auch als Namensgeber des seit 1950 jährlich stattfindenden Rakoczy-Festes.

Das Rakoczy-Fest ist, wie die Rakoczy-Quelle (die bekannte Heilquelle in Bad Kissingen), nach Fürst Ferenc (Franz) II. Rákóczi, einem ungarischen Freiheitskämpfer, benannt. Dieser genoss zur Zeit der Wiederentdeckung der Quelle durch den berühmten Architekten Balthasar Neumann und den örtlichen Apotheker Georg Anton Boxberger im Jahr 1737, eine gewisse Popularität. Dies führte dazu, dass die Quelle nach Rákóczi benannt wurde (inzwischen nach der etablierten Schreibweise: Rakoczy), obwohl dieser nie in Bad Kissingen zu Besuch war.

## Charakter und Höhepunkte

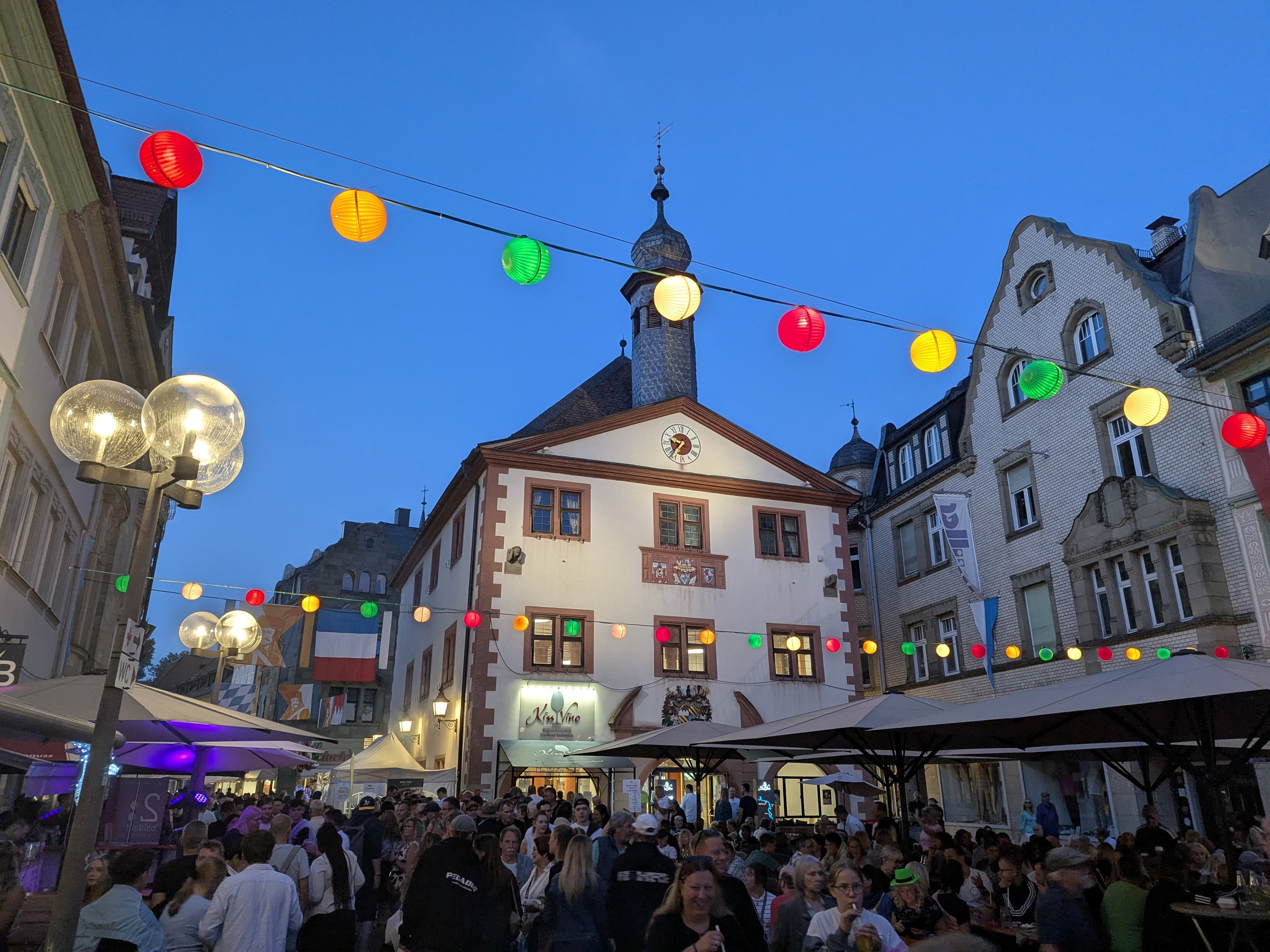
Bad Kissingen, Marktplatz mit altem Rathaus Rakoczyfest 2025

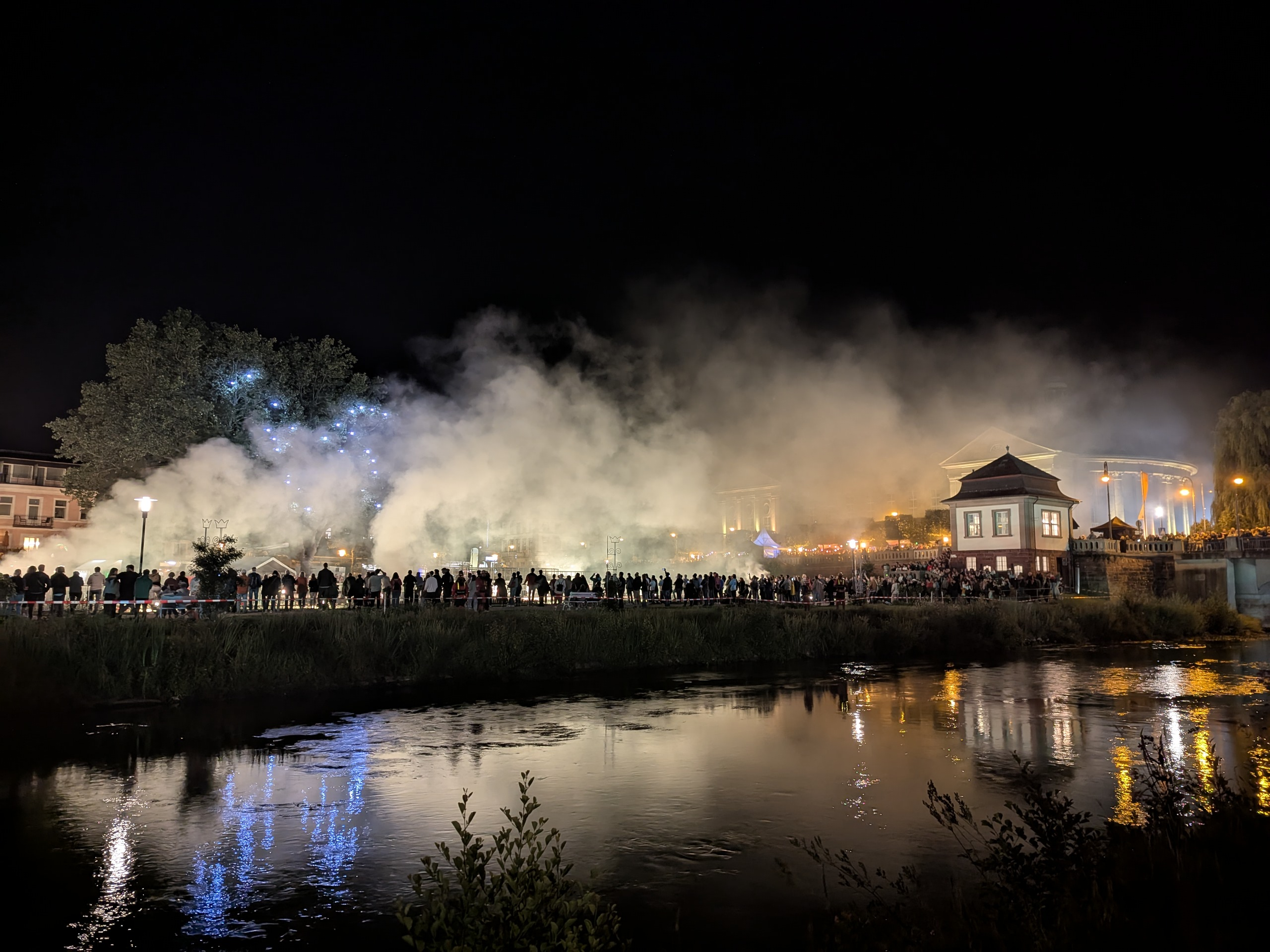
Bad Kissingen, Rosengarten mit Rakoczy-Illumination 2025

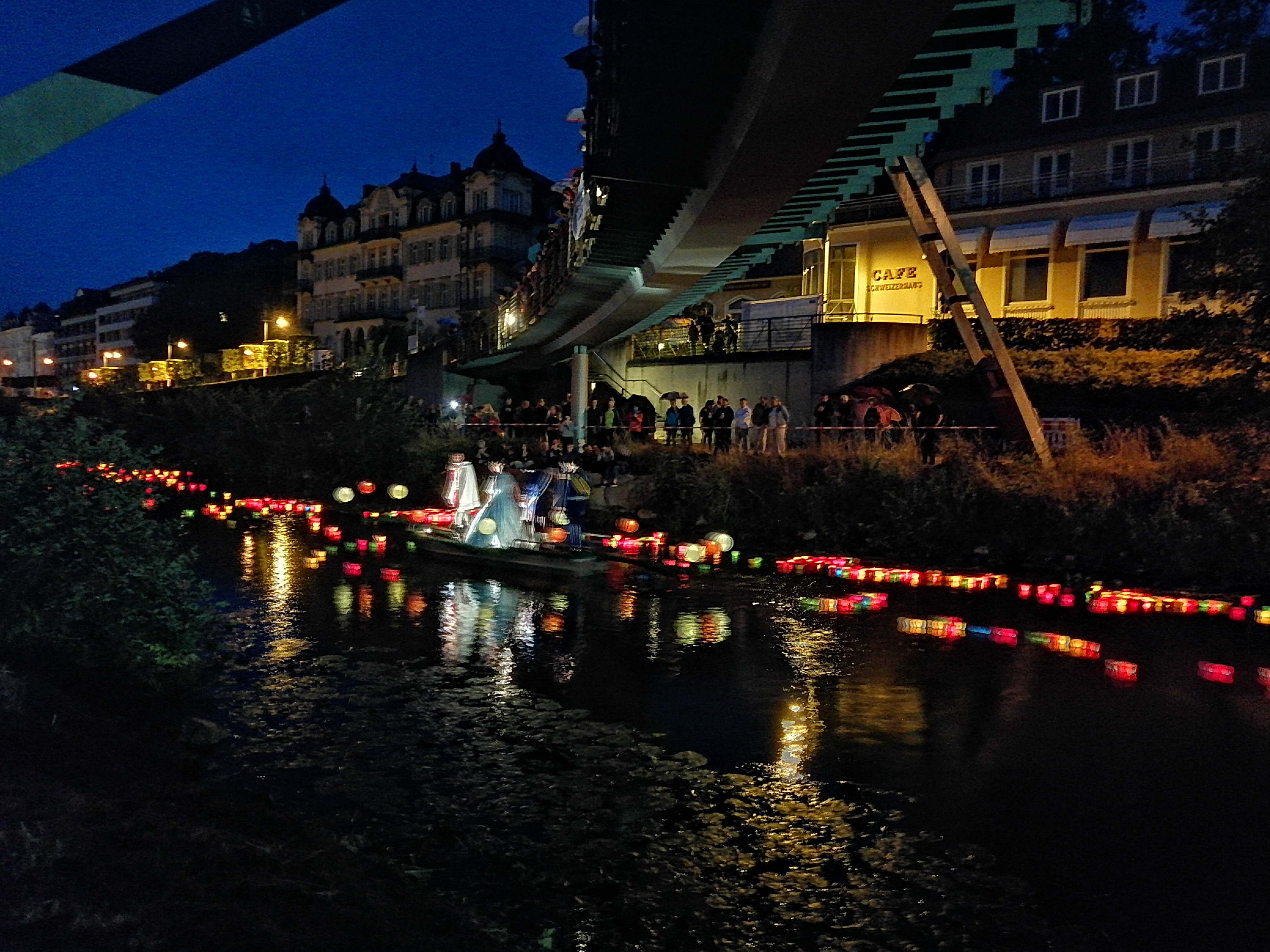
Bad Kissingen, Rakoczyfest 2022 "Die Saale brennt"

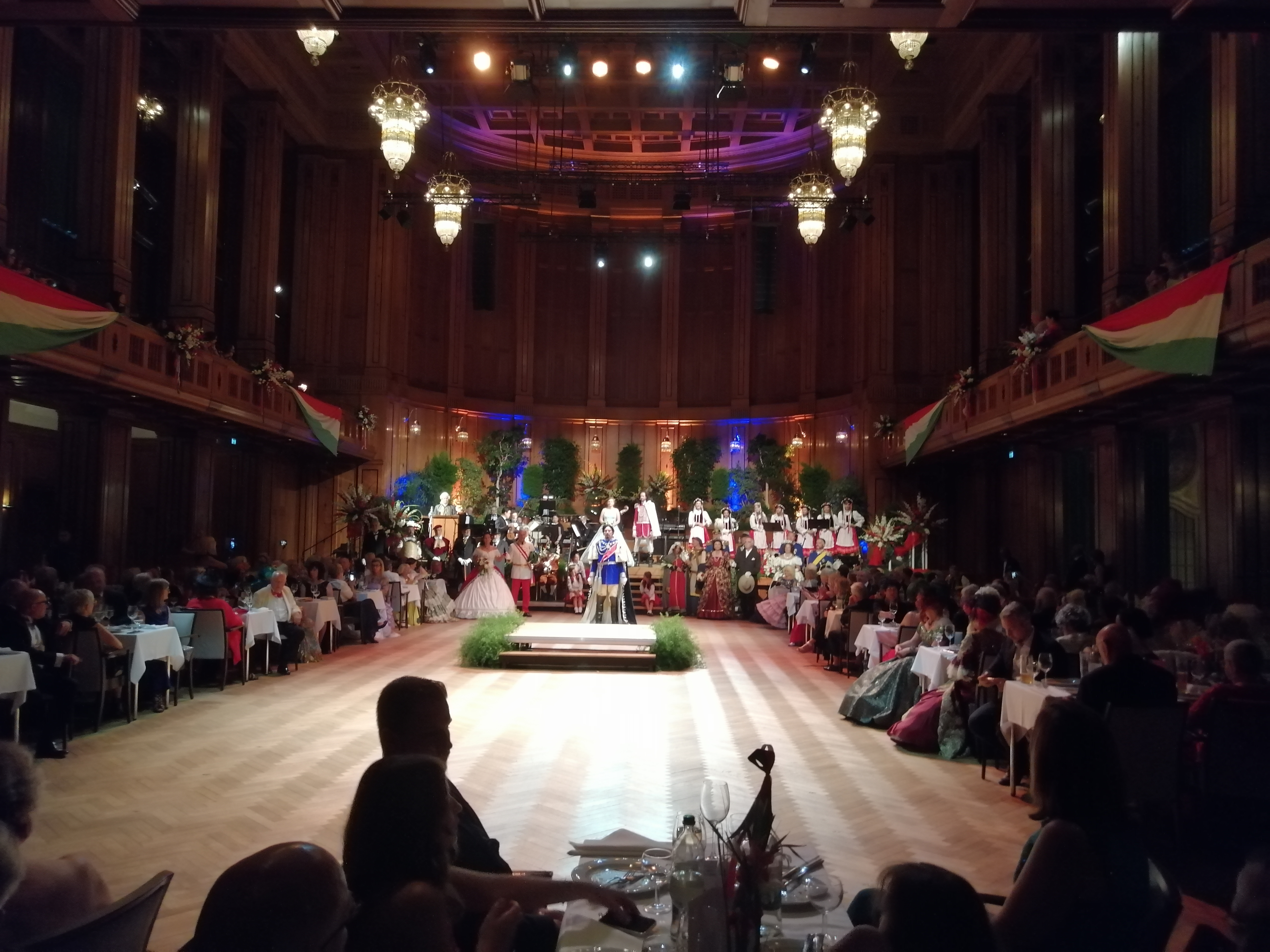
Bad Kissingen, Rakoczyfest 2022 Festakt im Regentenbau

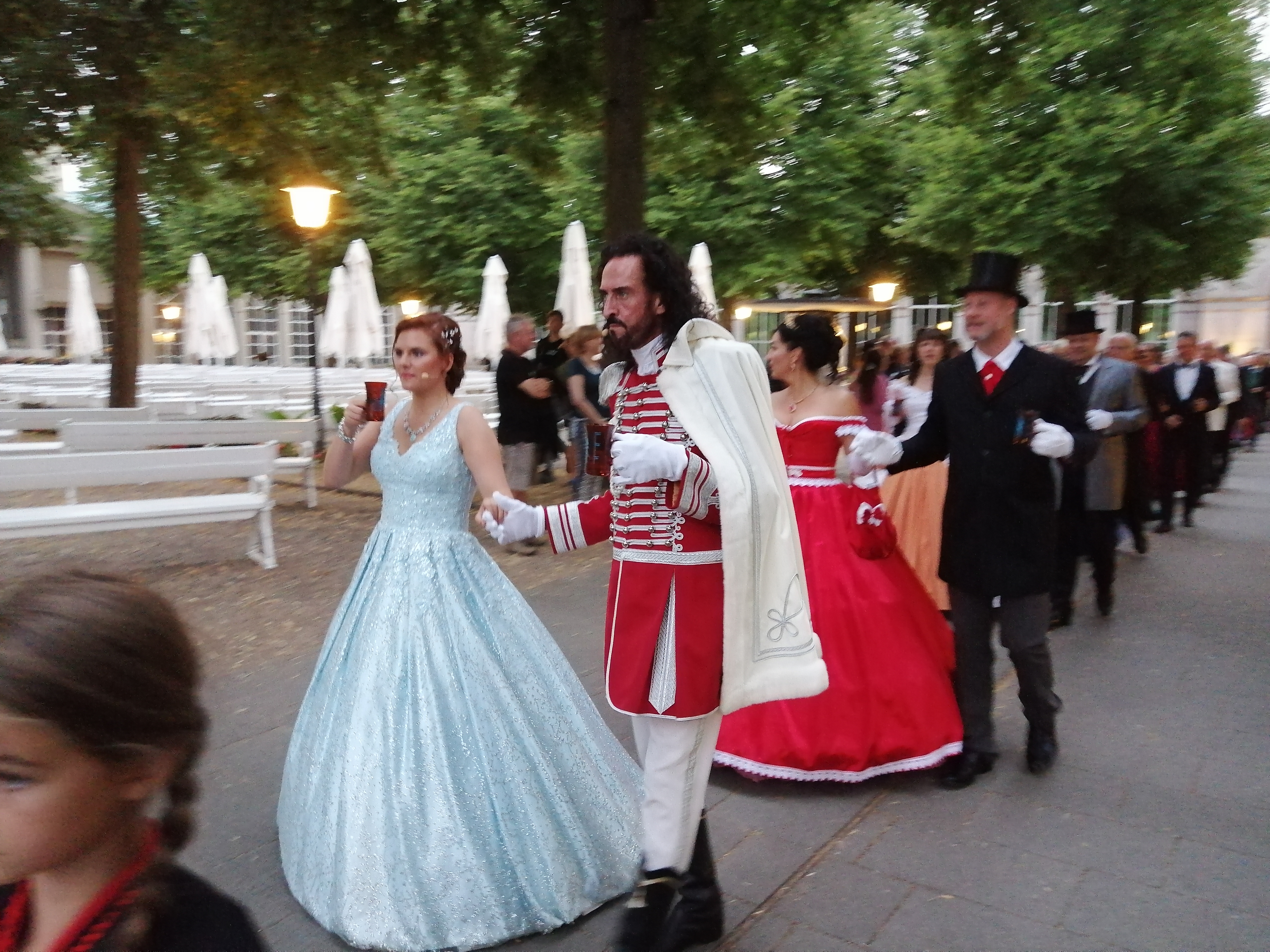
Bad Kissingen, Rakoczyfest 2022, Laiendarsteller verkleidet als Rákóczi (Timo Baier) und Quellenkönigin

Das Fest ist einerseits ein Stadtfest mit Musik und Tanz in der ganzen Innenstadt, das sowohl für Einheimische als auch für Besucher Bad Kissingens jedes Jahr ein echtes Highlight ist andererseits wird die historische und ruhmreiche Vergangenheit des bekanntesten Kurort Deutschlands gefeiert. Am traditionellen Rakoczy-Fest werden die berühmten Gäste Bad Kissingens, die einst ihre Spuren hinterlassen haben, von Laiendarstellern verkörpert und geben sich die Ehre. Höhepunkt des Festwochenendes stellt der historische Festumzug dar, bei dem die einstigen Kurgäste in feierlich geschmückten Festwagen durch die Innenstadt ziehen. Daneben gibt es zahlreiche weitere Attraktionen. Bei „Die Saale brennt“ verwandelt sich die Fränkische Saale in ein Kerzenmeer durch das die Historischen Persönlichkeiten in Booten gleiten. Seit 2023 werden für diesen Veranstaltungspunkt LED-Lichter statt Kerzen verwendet. Im Jahr 2024 fand erstmals die Rakoczy-Illumination rund um den Multimedia-Brunnen im Rosengarten statt. Ein besonderes Spektakel ist außerdem der Festball beim Fürsten Rákóczi im Max-Littmann-Saal bei dem Gäste Livemusik genießen, das Tanzbein schwingen und bei der Gläserpolonaise durch den Kurgarten ziehen können. Mit einer Reiterquadrille, verschiedenen Konzerten, der Autogrammstunde der Historischen Persönlichkeiten oder festlichen Illuminationen im Kurgarten wird den Besuchern am Stadtfest ein vielfältiges Programm geboten. Den Abschluss des Festes bildet traditionell das Feuerwerk am Sonntagabend.

## Dargestellte Persönlichkeiten beim Rakoczy-Fest

### Historische Persönlichkeiten
- Otto von Botenlauben (1177–1245)[3]
- Beatrix von Courtenay († nach 1245)[3]
- Fürstbischof Friedrich Carl Graf von Schönborn (1674–1746)[4]
- Franz II. Rákóczi (1676–1735)[5]
- Georg Anton Boxberger (1679–1765)[6]
- Balthasar Neumann (1687–1753)[7]
- König Ludwig I. von Bayern (1786–1868)[8]
- Königin Therese von Bayern (1792–1854)[9]
- Gioachino Rossini (1792–1868)[10]
- Franz Anton von Balling (1800–1875)[11]
- König Maximilian II. von Bayern (1811–1864)[12]
- Otto von Bismarck (1815–1898)[13]
- Zar Alexander II. von Russland (1818–1881)[14]
- Theodor Fontane[15]
- Prinzregent Luitpold von Bayern (1821–1912)[16]
- Viktor von Scheffel (1826–1886)[17]
- Kaiser Franz Joseph von Österreich (1830–1916)[18]
- Kaiserin Sisi von Österreich (1837–1898)[18]
- Friedrich von Hessing (1838–1918)[19]
- König Ludwig II. von Bayern (1845–1886)[20]
- König Ludwig III. von Bayern (1845–1921)[21]
- Deutsche Kaiserin Auguste Viktoria (1858–1921)[22]
- Max Littmann (1862–1931)[23]

### Weitere Persönlichkeiten und Repräsentanten
- Hofmarschall (Zeremonienmeister)[24]
- Quellenkönigin[25][26]
- Rosenkönigin[27]
- Peter Heil (Person in der Sage der sog. Kissinger Bienenschlacht während des Dreißigjährigen Krieges)[28][29][30]